# Josef Havlíček

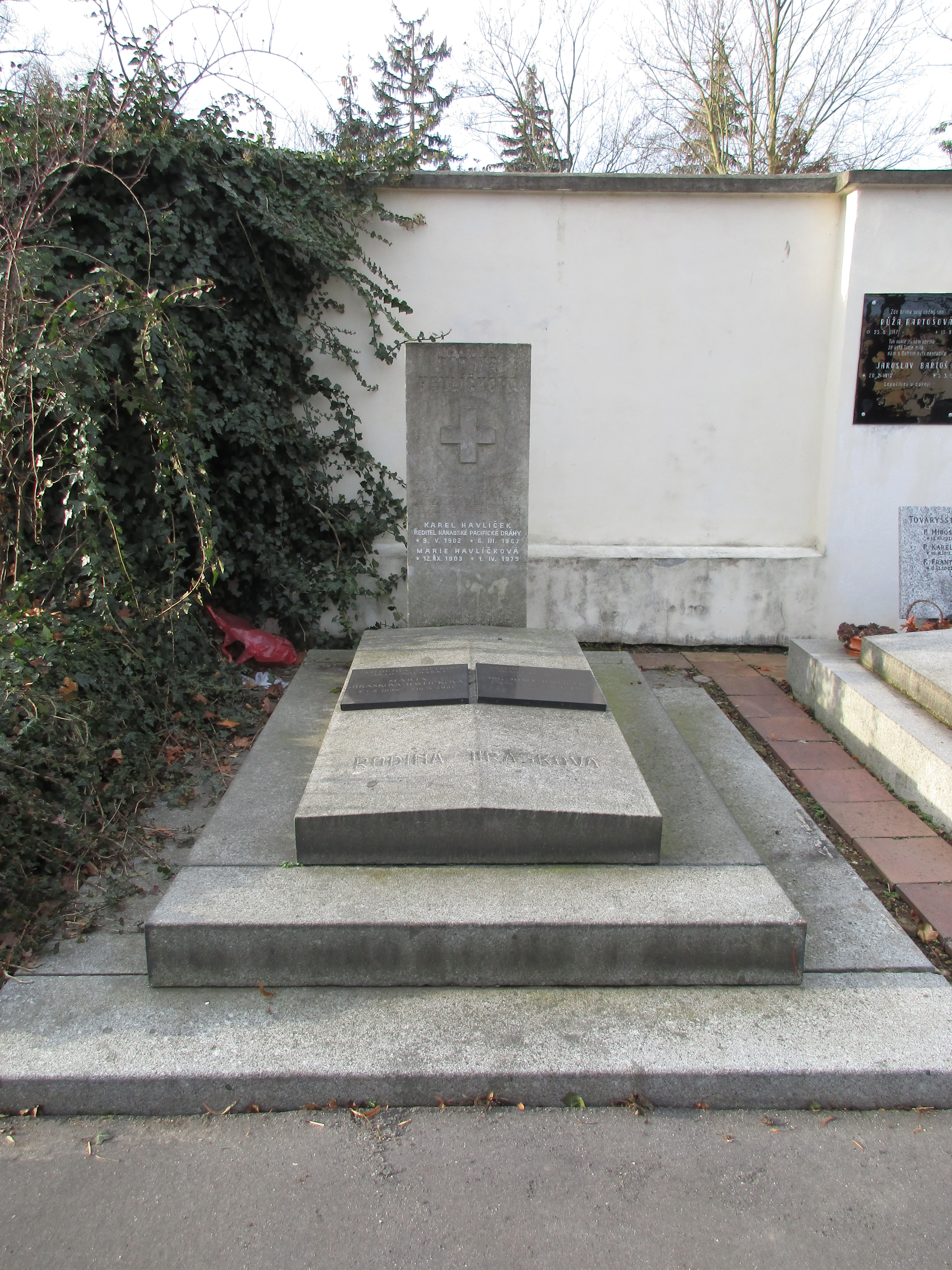
Hrob Josefa Havlíčka - českého architekta a urbanisty na hřbitově v Bubenči.

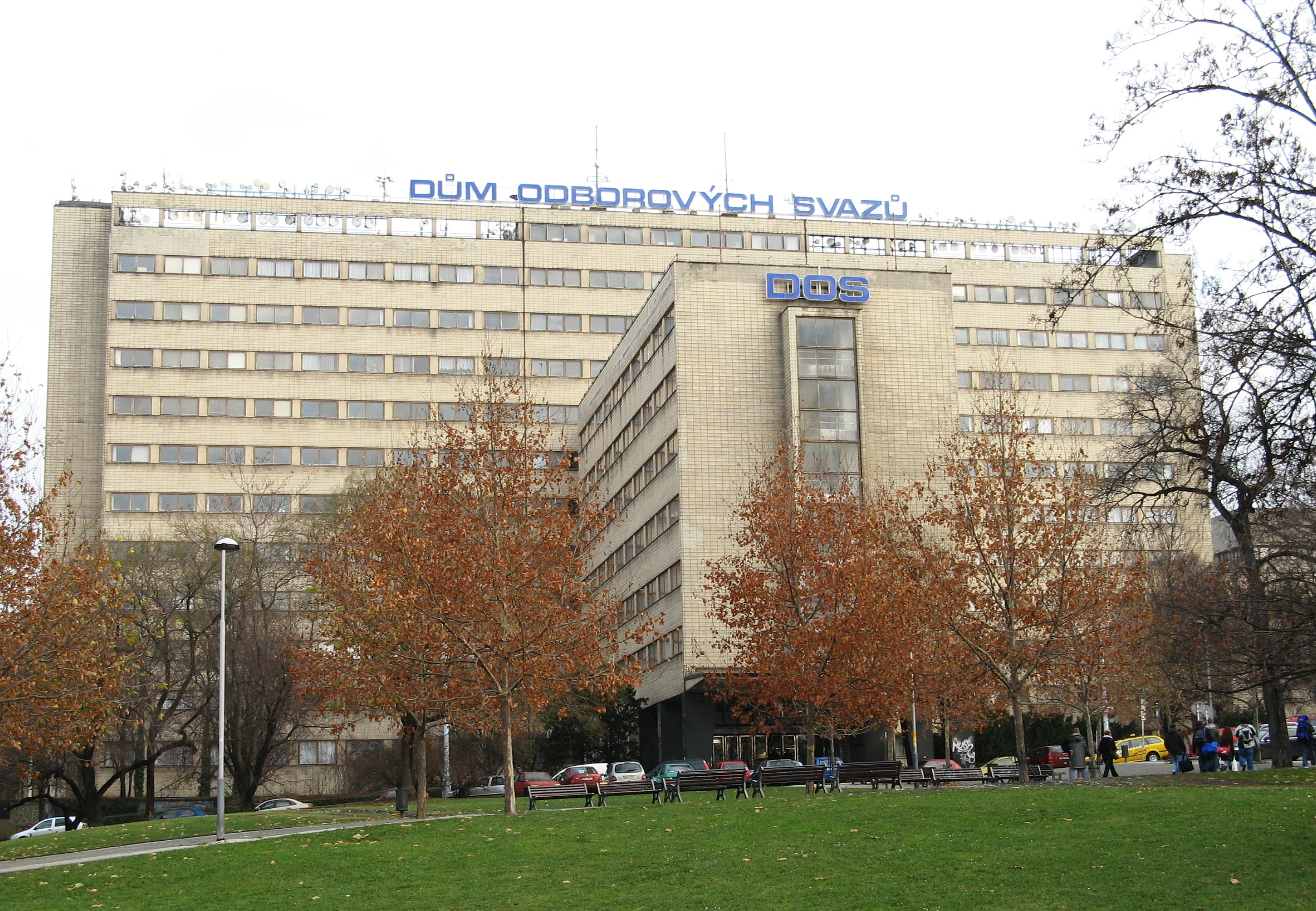
Budova Všeobecného penzijního ústavu v Praze na Žižkově, dnes Dům odborových svazů

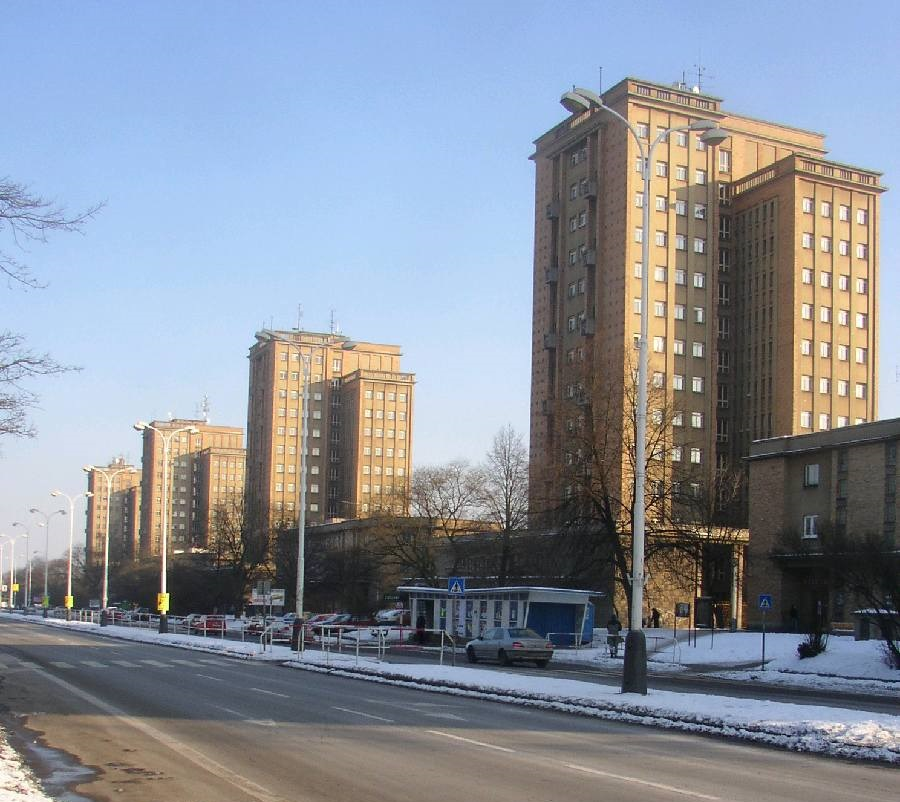
Tzv. Rozdělovské věžáky, šestice výškových domů na hlavní třídě mezi centrem Kladna a Rozdělovem

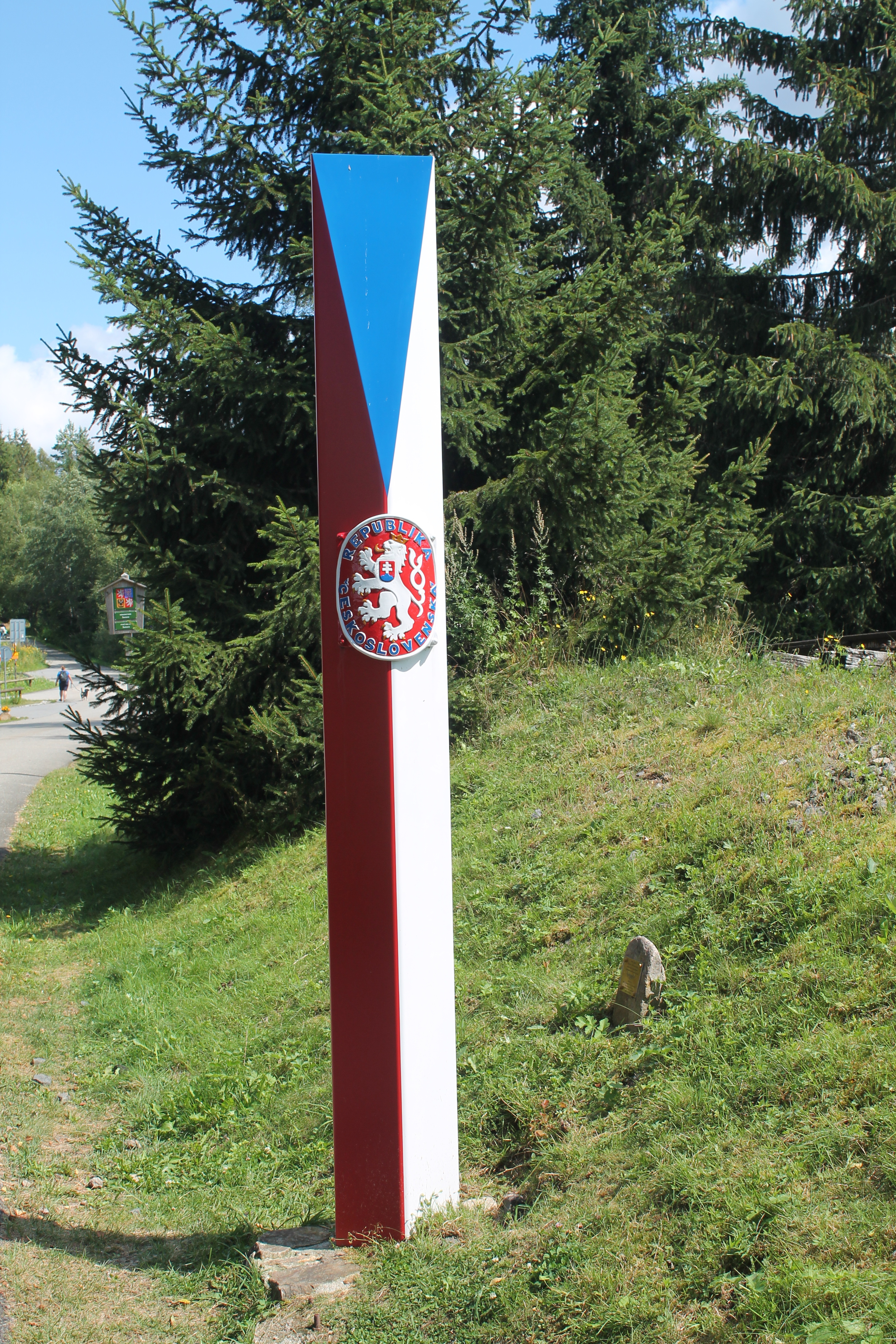
Hraniční orientační sloup dle návrhu Josefa Havlíčka.

Josef Havlíček (5. května 1899 Praha – 30. prosince 1961 Praha) byl český funkcionalistický architekt, vůdčí reprezentant české meziválečné avantgardy, člen Devětsilu. Nejznámější stavbou, kterou postavil spolu s Karlem Honzíkem, je budova Všeobecného penzijního ústavu v Praze na Žižkově.

## Život
Narozen 5. května 1899 v Praze Josefu Havlíčkovi (19. listopadu 1874 – 19. prosince 1943), pozdějšímu radovi ministerstva veřejných prací, a Kamile Havlíčkové, rozené Hübschmannové (19. ledna 1880 – 12. dubna 1941), jež byla sestrou architekta Bohumila Hübschmanna.
Studium architektury na ČVUT v Praze (1916–1924) a na Akademii výtvarných umění v Praze u prof. Josefa Gočára (1923–1926), v jehož ateliéru pak pracuje do roku 1928. V letech 1928–1936 projektuje a píše spolu s Karlem Honzíkem (projekční kancelář H&H), později spolupracuje zejména s K. Neumannem. Byl členem Devětsilu, Levé fronty, SVU Mánes (1931–1934), předsedou redakční rady časopisu Architekt SIA. Úzce spolupracuje s výtvarnými umělci a designéry, je členem družstva Artěl. Od roku 1929 působí v CIAM (Congrés Internationaux d'Architecture Moderne), v letech 1945–47 členem Světové rady této mezinárodní organizace. V roce 1948 se stává prvním ředitelem pražského Stavoprojektu. Jeho manželkou byla sochařka Marta Jirásková–Havlíčková, se kterou se oženil 29. srpna 1931. 6. října začal studovat jako mimořádný posluchač na Přírodovědecké fakultě Univerzity Karlovy. Závěr jeho života poznamenává chronická nemoc, umírá 30. 12. 1961 v Praze. Roku 1963 se koná v Praze souborná posmrtná výstava jeho díla.
V meziválečném období bylo známé jeho přátelství s Aloisem Wachsmanem. Při studiích na ČVUT ve 20. letech se svým excentrickým stylem zařadili mezi tzv. pražské figurky – jejich módní, intelektuální a řečnické obraty se staly vzorem dvojice Jiřího Voskovce (vlastním jménem Jiřího Wachsmana, Aloisova bratrance) a Jana Wericha.
Po druhé světové válce se přímo účastnil návrhu sídla OSN v New Yorku ve skupině 15 projektantů z celého světa od 30. dubna do 10. srpna 1947.
Po únoru 1948 se nechtěl podřídit vedoucí úloze komunistické strany a jejím politickým směrnicím pro architektonickou tvorbu. Přesto byl díky svému renomé uvnitř odborné komunity 1. prosince 1948 jmenován (zvolen, nikoli politicky dosazen) prvním ředitelem nově vzniklého Stavoprojektu. Ve vedoucí funkci setrval do listopadu 1950, kdy z důvodu celkového přetížení rezignoval a byl pro něj zřízen ateliér pro zvláštní úkoly. I kvůli své kritice politického vývoje nedostal po roce 1948 možnost v Praze realizovat žádný ze svých návrhů.
Bývá zpravidla označován za původce pojmu sorela pro architektonický styl socialistický realismus, zřejmě pejorativně myšlené zkratky úvodních slabik slov socialistický + realismus + Lakomý. Poslední slovo odkazuje ke jménu architekta Zdeňka Lakomého, předního ideologa této oficiální doktríny.
V 50. letech měl být povolán jako vysokoškolský profesor na pražské ČVUT, navržen děkanem Jiřím Štursou. Jeho povolávací spis zrušil z politických důvodů nový děkan fakulty architektury Antonín Černý.
Jeho přítelem a pokračovatelem v ateliéru byl architekt Zdeněk Vávra, otec architekta Davida Vávry.
Uvolnění politického a kulturního života, které přinesla 60. léta a které ho rehabilitovalo, se již nedožil.

## Dílo

### Realizované stavby
- 1924–1926 Nájemní domy Družstva důstojníků, Praha 6, Kafkova 23–29
- 1926 zvítězil v soutěži na hraniční orientační sloupy republiky, které pak byly umístěny na všech hraničních přechodech[12]
- 1925–1927 Dům Chicago, Praha 1, Národní tř., spolupráce Jaroslav Josef Polívka
- 1926–1928 Obytný dům Svazu československého díla na Výstavě soudobé kultury v Brně, Brno-Pisárky, Křížkovského ul. 20
- 1927–1928 Habichův obchodní, kancelářský a obytný dům, Praha 1, čp. 645/II Štěpánská 33-35, spolupráce Jaroslav Josef Polívka,[13] poslední společné dílo[14]
- 1929 Rodinný dům redaktora Karla Jíšeho, Praha 5-Smíchov, U dívčích hradů 20, s Karlem Honzíkem
- Škola, Lipenec u Žatce, s Karlem Honzíkem
- 1929–1934 Všeobecný penzijní ústav, Praha 3-Žižkov, s Karlem Honzíkem
- 1931–1932 Družstevní obytné domy, ul. 5. května 37–41, Praha 4 – Nusle, s Karlem Honzíkem
- 1936–1938 Blok obytných domů Molochov, Praha 7, tř. Milady Horákové, celkové řešení a podrobný návrh dvou ze 14 domů, spolu s Otto Kohnem a Karlem Kohnem.
- 1936–1940 Ozdravovna Máj, Poděbrady
- 1938–1939 Nájemní dům, Praha 7, Letohradská ul. 60
- 1949–1950 Sídliště v Otíně u Jindřichova Hradce, spolupráce s Karel Filsak [2]
- 1946–1959 Obytná čtvrť sídliště Labská kotlina I, Hradec Králové, spolupráce František Bartoš a V. Klimeš
- 1950 Mlékárna a sušárna mléka, Strakonice, spolupráce Josef Hrubý a František Kerhart
- Sídliště v Litvínově, spolupráce F. Pacholík
- 1952–1955 Obytné domy – okrsek K2, Ostrava-Poruba (I. obvod Nové Ostravy), stalinistický socialistický realismus v klasicistické formě, spolupráce Karel Filsak.[15]
- 1952–1958 Sídliště s věžovými domy v Kladně (Sídliště architekta Havlíčka), spolupráce Karel Filsak, Karel Bubeníček.[16]

### Návrhy (výběr)
- 1927 Návrh obchodního domu Dunaj v Praze, spolupráce Jaroslav Polívka
- 1927 Soutěžní návrh Nuselského viaduktu, spolupráce Jaroslav Polívka – u pilířů mostu byly navrženy obytné domy
- 1929–1931 návrh kolektivního bydlení, dům Koldom, s Karlem Honzíkem
- 1940 Veřejná soutěž na zástavbu okolí budovy VPÚ, spolu s Emanuelem Hruškou, návrhy na zástavbu tohoto území vypracoval ještě v letech 1957 a 1959
- 1943 Návrh krematoria v Kolíně, 1. cena v soutěži, nerealizováno
- 1943–1945 Studie universitního města v Praze na Albertově – Součástí této studie byl i Návrh k budoucí přestavbě pražské city, který navrhoval umístit do centra Prahy (na Nové Město) „nové dominanty administrativních budov pyramidové formy“ [17]
- 1945–1950 Územní plán města Hradec Králové
- 1946–1947 Dostavba Záluží u Mostu
- 1947 Studijní skica sídla OSN v New Yorku
- 1948–1950 Směrný plán města Jindřichův Hradec
- 1954 Návrh průčelí obchodního domu Darex, Praha, Václavské náměstí[18]
- 1958 Typizační studie pro bytovou výstavbu
- 1958 Soutěžní návrh na novou radnici v Torontu

## Ocenění
V roce 1965 mu byl udělen titul zasloužilý umělec in memoriam a roku 2002 mu byla též in memoriam udělena pocta České komory architektů.
V roce 2019 se in memoriam stal čestným občanem Kladna.